# ATC M04 – Köszvény elleni készítmények
Az ATC M04 – Köszvény elleni készítmények a gyógyszerek anatómiai, gyógyászati és kémiai osztályozási rendszerének (ATC) egyik alcsoportja.
| ATC M   | Váz- és izomrendszer                                     |
| ------- | -------------------------------------------------------- |
| ATC M01 | Gyulladásgátlók és reuma elleni készítmények             |
| ATC M02 | Ízületi- és izomfájdalmak kezelésének helyi készítményei |
| ATC M03 | Izomrelaxánsok                                           |
| ATC M04 | Köszvény elleni készítmények                             |
| ATC M05 | Csontbetegségek kezelésének gyógyszerei                  |
| ATC M09 | A váz- és izomrendszer betegségeinek egyéb gyógyszerei   |

## M04A 	Köszvény elleni készítmények

### M04AA 	Húgysavképződést gátló készítmények
M04AA01 Allopurinol
M04AA02 Tizopurin
M04AA51 Allopurinol, kombinációk

### M04AB Húgysavkiválasztást fokozó készítmények
M04AB01 Probenecid
M04AB02 Szulfinpirazon
M04AB03 Benzbromaron
M04AB04 Isobromindion

### M04AC 	A húgysav metabolizmusra nem ható készítmények
M04AC01 kolkicin
M04AC02 Kinchofén

### M04AX Egyéb köszvény ellenes készítmények
M04AX01 Urát oxidáz